# Bădeuți
Bădeuți – miejscowość w Rumunii, położona w północnej części Mołdawii, na Bukowinie, w pobliżu Radowców. W dużej mierze zamieszkana przez ludność niemiecką.
W Bădeuți znajdowała się niegdyś cerkiew św. Prokopa zbudowana w drugiej połowie XV w. z fundacji Stefana Wielkiego, w XVI w. pokryta freskami zewnętrznymi (p. malowane cerkwie północnej Mołdawii), zburzona w 1916 r.